# Криспин Главер
Криспин Хелион Главер (енгл. Crispin Hellion Glover; рођен Њујорк, Њујорк, 20. април 1964), амерички је позоришни, филмски и ТВ глумац.
Његов отац је познати амерички глумац Брус Главер.